# Drei Juwelen

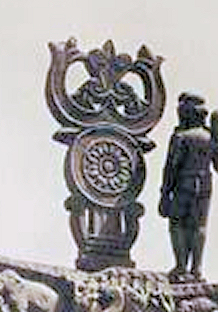
Triratna-Symbol in Sanchi
(1. Jh. v. Chr.)

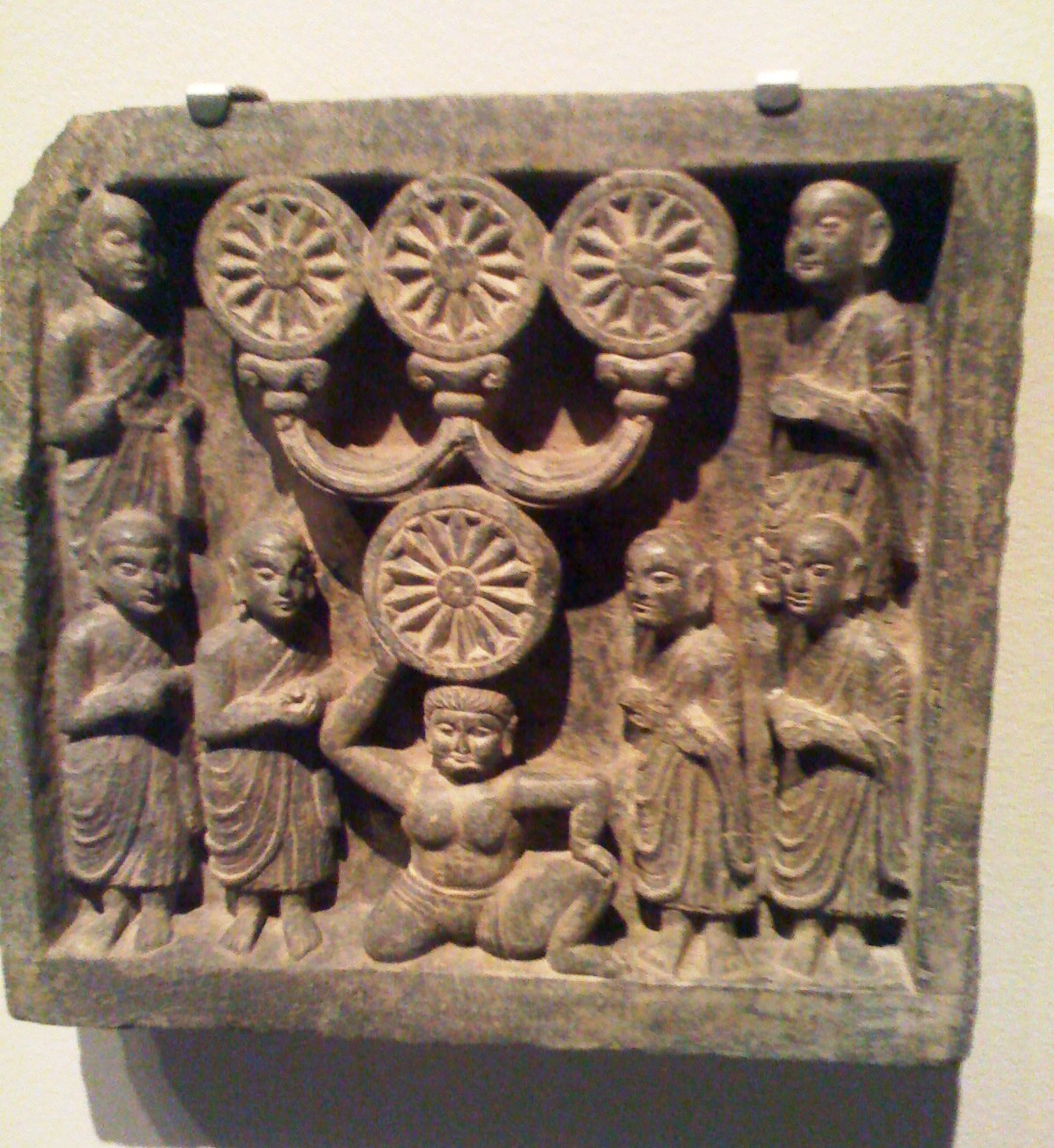
Triratna-Darstellung aus der Kuschana-Periode (2./3. Jh. n. Chr.)

Die Drei Juwelen (Pāḷi: Tiratana, Skt.: Triratna; auch: Drei Kostbarkeiten, dreifache Edelsteine, Drei Schätze) bezeichnen im Buddhismus Buddha, Dharma (die Buddha-Lehre) und Sangha (hierbei ist, je nach Schule unterschiedlich, meist nur die Gemeinschaft der Erwachten gemeint, in manchen Schulen aber auch der allgemeine Sangha, der die Praktizierenden in ihrer Gesamtheit beinhaltet). Sie sind für den Buddhisten die Objekte der Dreifachen Zuflucht. Erst durch die Zufluchtnahme zu den ‚Drei Juwelen‘, und zwar aus tiefster innerer Überzeugung, gilt jemand als Buddhist.

## Glaubensbekenntnis
Die traditionelle Formel in Pali lautet:
| Buddham saraṇam gacchami Dhammam saraṇam gacchami Sangham saraṇam gacchami. | Ich nehme Zuflucht zu Buddha Ich nehme Zuflucht zum Dharma Ich nehme Zuflucht zum Sangha. |

Es wird dreimal hintereinander gesprochen, so wie es im alten Indien als ein Zeichen vollständiger Überzeugung Brauch war.
Bei der Zeremonie der erstmaligen Zuflucht zu der Gemeinschaft verpflichtet sich der Praktizierende zumeist auch, die Fünf Silas, die sittlichen Regeln der Buddhisten, zu beachten.
Im Mahayana-Buddhismus gilt das Uttara Tantra Shastra (tibetanisch rgyud bla ma) von Maitreya/Asanga als das grundlegende Werk zu den ‚Drei Juwelen‘.

## Belege
1. ↑  Die Vielfalt buddhistischen Wissens – Der Buddha – Die Lehre – Die Gemeinschaft. (PDF; 10 kB) Deutsche Buddhistische Union, archiviert vom Original (nicht mehr online verfügbar) am 18. Dezember 2013; abgerufen am 24. Januar 2011.  Info: Der Archivlink wurde automatisch eingesetzt und noch nicht geprüft. Bitte prüfe Original- und Archivlink gemäß Anleitung und entferne dann diesen Hinweis.
2. ↑  Buddha Shakyamuni. Abgerufen am 24. Januar 2011.